# Malokaračaevskij rajon
Il Malokaračaevskij rajon (in russo Малокарачаевский район?) è un municipal'nyj rajon della Repubblica autonoma della Karačaj-Circassia, in Caucaso.